# 1802 în literatură
Anul 1802 în literatură a implicat o serie de evenimente și cărți noi semnificative.  

## Cărți noi
- François-René de Chateaubriand - René
- Elizabeth Craven - The Soldiers of Dierenstein
- Elizabeth Gunning - The Farmer's Boy
- Jane Harvey - Warkfield Castle
- Rachel Hunter - The History of the Grubthorpe Family
- Isabella Kelly - The Baron's Daughter
- Francis Lathom - Astonishment!!!
- Mary Meeke
  - Independence
  - Midnight Weddings
- Theodore Melville - The White Knight
- Susannah Oakes - The Rules of the Forest
- Mary Pilkington - The Accusing Spirit
- Anne Louise Germaine de Stael -Delphine
- Sir Walter Scott - The Minstrelsy of the Scottish Border
- Harriet Ventum - Justina